# Gesamterhebung
Die Gesamterhebung zur Klärung des Schicksals der deutschen Bevölkerung in den Vertreibungsgebieten war die zweite von drei groß angelegten, im Auftrag des Deutschen Bundestages durchgeführten Untersuchungen zur Dokumentation der Vertreibung der Deutschen aus Ostmittel- und Osteuropa in den Jahren 1945 bis 1948.
Der Ansatz der Gesamterhebung war die möglichst vollständige namentliche Erfassung aller Deutschen, die Anfang des Jahres 1945 In den Ostgebieten des Deutschen Reiches, im Sudetenland oder in anderen deutschen Siedlungsgebieten in Ostmittel- und Südosteuropa ansässig waren. Ziel der Erhebung war die Aufklärung von Vermisstenschicksalen, die Familienzusammenführung sowie die zumindest näherungsweise Ermittlung der deutschen Vertreibungsverluste.
Die Arbeit der Gesamterhebung basierte auf einem Beschluss des Deutschen Bundestages vom Jahr 1957. Wichtigste Datenbasis der Erhebung waren die Adressenbestände der Heimatortskarteien des Kirchlichen Suchdienstes. Diese Datenbasis wurde in den Folgejahren durch Auswertung alter Adressbücher und anderer erhaltener Personenregister, Erhebungen und Befragungen im Kreis der Vertriebenen und der Übersiedler aus der DDR, Auswertung von Listen des Roten Kreuzes usw. umfassend erweitert. Bis 1964 wuchs der Adressenbestand der Gesamterhebung auf über 18 Millionen Personen an.
Damit war es gelungen, die Anfang 1945 in den Vertreibungsgebieten ansässige deutsche Bevölkerung nahezu vollständig zu erfassen. Außerdem gelang es mit der Gesamterhebung, mehrere zehntausend getrennte Familien zusammenzuführen und ebenfalls mehrere zehntausend Vermisstenschicksale aufzuklären. Dennoch blieb die Arbeit, die zu einem großen Teil von ehrenamtlichen Helfern durchgeführt wurde, in wichtigen Punkten unabgeschlossen.
Die Gesamterhebung wurde 1964 beendet, die wichtigsten Ergebnisse wurden im Jahre 1965 in einem dreibändigen Bericht publiziert („Gesamterhebung zur Klärung des Schicksals der deutschen Bevölkerung in den Vertreibungsgebieten“, München 1965, Herausgeber: Kirchlicher Suchdienst.)
Die Hauptprobleme der Gesamterhebung waren:
1. Die gemessen relativ geringe finanzielle Ausstattung (rund 900.000 DM zur Klärung des Schicksals von nahezu einer Million vermisster Zivilisten).
2. Die Unzugänglichkeit polnischer, tschechischer, sowjetischer und jugoslawischer Archive und die fehlende Kooperationsbereitschaft dieser Länder.
3. Die fehlende Kooperationsbereitschaft der DDR-Regierung. Das Wissen der in der DDR lebenden Vertriebenen konnte ganz fragmentarisch genutzt werden.
4. Auch in der Bundesrepublik schien die politische Unterstützung für die Gesamterhebung schließlich zu schwinden. Ein Hinweis dafür ist nicht zuletzt die geringe Auflage, in der der Abschlussbericht schließlich erschien. Auch in vielen großen Bibliotheken liegt dieser Bericht nicht vor, etlichen Historikern, die später über die Vertreibung und sogar über die Frage der Vertreibungsverluste publiziert haben, ist das Werk unbekannt.
5. Ob die Arbeit der Gesamterhebung von östlichen Geheimdiensten behindert wurde, bleibt Spekulation. Angesichts des Ausmaßes der Einflussnahme der „Hauptverwaltung A“ (HVA) des DDR-Ministeriums für Staatssicherheit ist diese Annahme jedoch durchaus plausibel. Die Unterwanderung der Vertriebenenverbände durch östliche Geheimdienste bis 1989 ist inzwischen zumindest in Einzelfällen belegt.

Trotz dieser Unzulänglichkeiten und Probleme stellt die Gesamterhebung die bis heute umfassendste Dokumentation des Schicksals der deutschen Vertriebenen dar. Sie folgte auf die fünfbändige „Dokumentation der Vertreibung der Deutschen aus Ostmitteleuropa“, Bonn 1953–1961, Herausgegeben von Theodor Schieder, die ebenfalls im Auftrag des Bundestages bzw. der Bundesregierung erstellt worden war, und ging der Dokumentation des Bundesarchivs über die Vertreibungsverbrechen (erstellt von 1967 bis 1973, zur Publikation freigegeben erst 1982) voraus.